# Paraboea
Paraboea é um género botânico pertencente à família Gesneriaceae.

## Sinonímia
Buxiphyllum, Chlamydoboea

## Espécies
Composto por 113 espécies:
- Paraboea acutifolia
- Paraboea alternifolia
- Paraboea amplifolia
- Paraboea bakeri
- Paraboea banyengiana
- Paraboea barbatipes
- Paraboea berouwensis
- Paraboea bettiana
- Paraboea bintangensis
- Paraboea brachycarpa
- Paraboea brunnescens
- Paraboea burttii
- Paraboea campanulata
- Paraboea candidissima
- Paraboea capitata
- Paraboea caerulea
- Paraboea caerulescens
- Paraboea changjiangensis
- Paraboea chiangdaoensis
- Paraboea clarkei
- Paraboea clavisepala
- Paraboea cochinchinensis
- Paraboea connata
- Paraboea cordata
- Paraboea crassifolia
- Paraboea curtisii
- Paraboea densifolia
- Paraboea detergibilis
- Paraboea dictyoneura
- Paraboea divaricata
- Paraboea effusa
- Paraboea elegans
- Paraboea evrardii
- Paraboea ferruginea
- Paraboea filipes
- Paraboea floribunda
- Paraboea glabra
- Paraboea glabriflora
- Paraboea glabrisepala
- Paraboea glanduliflora
- Paraboea glutinosa
- Paraboea grandifolia
- Paraboea hainanensis
- Paraboea halongensis
- Paraboea havilandii
- Paraboea holttumi
- Paraboea incudicarpa
- Paraboea kalimantanensis
- Paraboea kerrii
- Paraboea lanata
- Paraboea lancifolia
- Paraboea laxa
- Paraboea leopoldii
- Paraboea leporina
- Paraboea leucocodon
- Paraboea leuserensis
- Paraboea luzoniensis
- Paraboea madaiensis
- Paraboea mahaxayana
- Paraboea martinii
- Paraboea mataensis
- Paraboea meiophylla
- Paraboea microcarpa
- Paraboea minahassae
- Paraboea minor
- Paraboea minuta
- Paraboea multiflora
- Paraboea nagalandiana
- Paraboea nervosissima
- Paraboea neurophylla
- Paraboea nutans
- Paraboea obovata
- Paraboea paniculata
- Paraboea paraboeoides
- Paraboea paramartinii
- Paraboea parviflora
- Paraboea patens
- Paraboea peltifolia
- Paraboea polita
- Paraboea prolixa
- Paraboea pubicorolla
- Paraboea pubiflora
- Paraboea pyroliflora
- Paraboea rabilii
- Paraboea regularis
- Paraboea ridleyi
- Paraboea rubiginosa
- Paraboea rufescens
- Paraboea rupestris
- Paraboea sabahensis
- Paraboea salicina
- Paraboea scabriflora
- Paraboea schefferi
- Paraboea scortechinii
- Paraboea sinensis
- Paraboea speciosa
- Paraboea speluncarum
- Paraboea suffruticosa
- Paraboea swinhoii
- Paraboea tarutaoensis
- Paraboea thirionii
- Paraboea thorelii
- Paraboea tiumanica
- Paraboea tomentosa
- Paraboea trachyphylla
- Paraboea treubii
- Paraboea tribracteata
- Paraboea umbellata
- Paraboea uniflora
- Paraboea variopila
- Paraboea velutina
- Paraboea verticillata
- Paraboea vulpina